# Josep Rigol i Muxart
Josep Rigol i Muxart (Barcelona, 1953) és un fotògraf, crític d'art i comissari d'exposicions català.

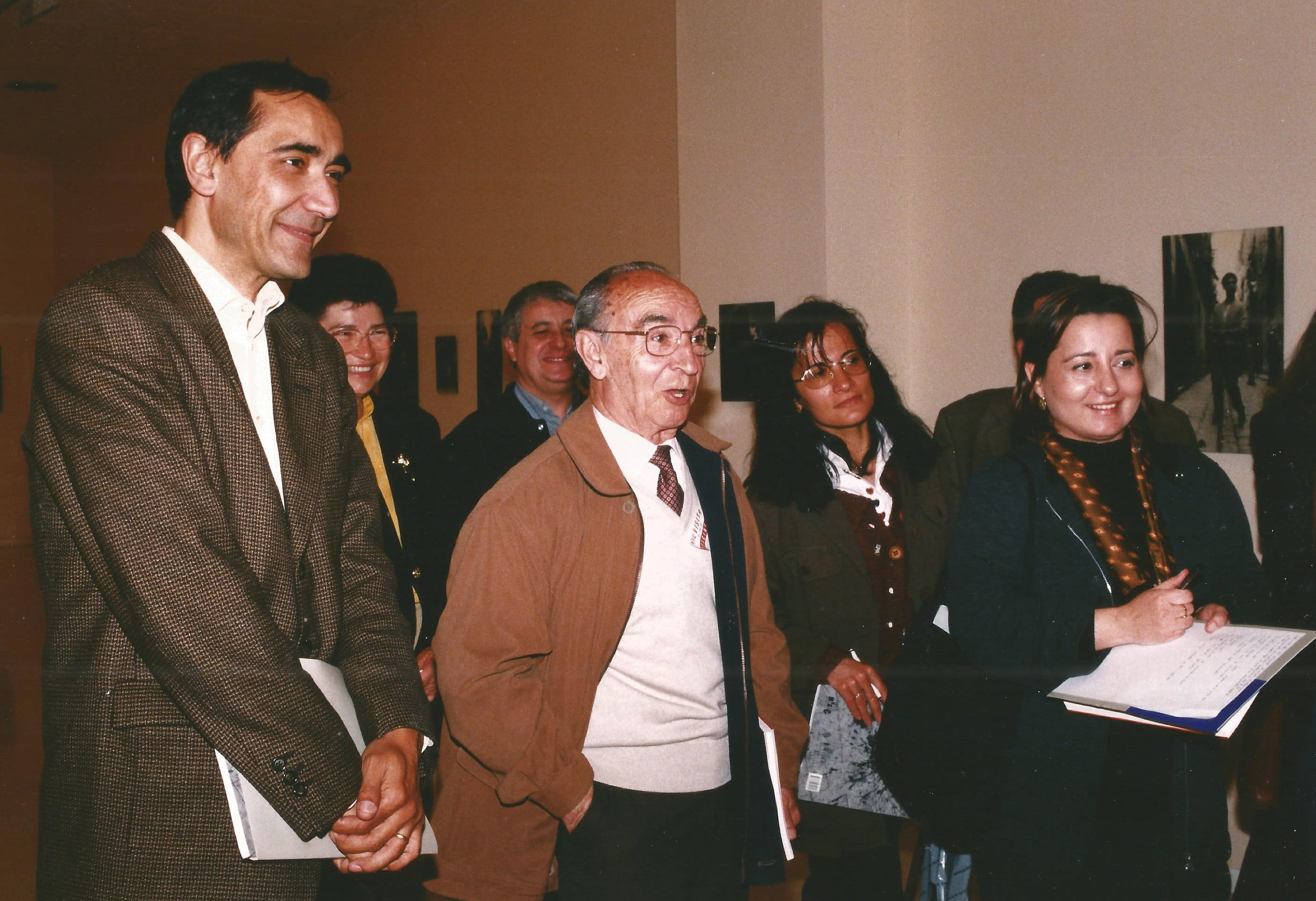
Josep Rigol, amb Joan Colom, durant la presentació a la premsa de l'exposició El carrer. Joan Colom a la Sala Aixelà, 1961 l'any 1999 al MNAC.

Estudià a l'Escola Massana de Barcelona i a la facultat de Ciències de la Informació de la Universitat Autònoma de Barcelona. Treballa de fotògraf d'ençà del 1974 i ha escrit sobre fotografia en publicacions com Ajoblanco, de la qual fou cofundador, Zoom, Papel especial, que va fundar, o 4Taxis, com a redactor. I ha exercit de crític de fotografia als diaris El Correo Catalán, La Vanguardia, Avui, i a la Guia del Ocio. Ha estat el promotor de les diverses edicions de la «Primavera Fotogràfica a Barcelona» de les mostres World Press Photo i Fotopress i coordinador general de l'Scan Tarragona més de deu anys. Entre els anys 1974 i 1994 realitzà una trentena d'exposicions fotogràfiques, individuals i col·lectives, a ciutats com Barcelona, Madrid, Londres i Nova York. Ha exercit de comissari de diverses exposicions fotogràfiques. Ha estat el fundador i coordinador dels premis de fotografia «Eurostars Grand Marina Hotel» i «Eurostars Madrid Tower Hotel» de la cadena Hotusa (2000-2013). Ha organitzat diversos cursos, seminaris, conferències i activitats sobre fotografia artística, documental, històrica i contemporània i format part de diversos jurats fotogràfics. Ha estat vicepresident del Cercle Artístic de Sant Lluc i de l'Associació Cultural Fotoconnexió, de Barcelona.